# クリス・ランキン
クリス・ランキン（Christopher William Rankin、1983年11月8日 - ）はニュージーランド出身の俳優。

## 略歴
ニュージーランド生まれ。6歳の時にイギリスに移住した。11歳の時に演技を始めた。
2000年8月に映画『ハリー・ポッター』シリーズのパーシー・ウィーズリー役を射止め、本格的な俳優のキャリアをスタートさせた。

## 人物
フレッド、ジョージ、ダンブルドアと言う名前のモルモットを飼っている。

## 主な出演作品

### 映画
- ハリー・ポッターと賢者の石 　Harry Potter and the Philosopher's Stone  (2001)
- ハリー・ポッターと秘密の部屋 　Harry Potter and the Chamber of Secrets  (2002)
- ハリー・ポッターとアズカバンの囚人 　Harry Potter and the Prisoner of Azkaban  (2004)
- ハリー・ポッターと不死鳥の騎士団 　Harry Potter and the Order of the Phoenix  (2007)
- ハリー・ポッターと死の秘宝 PART2　Harry Potter and the Deathly Hallows PART2　(2011)